# Atenolol
El Atenolol es un fármaco del grupo de los beta bloqueantes, una clase de fármacos usados primariamente en enfermedades cardiovasculares. Patentada en 1965 e introducida en 1976, el atenolol se desarrolló como reemplazo de propranolol en el tratamiento de la hipertensión.  
Se sabe que el propranolol atraviesa la barrera hematoencefálica y  puede pasar al cerebro, causando efectos depresivos e insomnio; el atenolol fue específicamente desarrollado para no atravesar esta barrera y así evitar dichos efectos.
El atenolol dejó de ser de primera elección en el tratamiento de hipertensión dada la evidencia del posible riesgo de provocar diabetes tipo 2 en pacientes con hipertensión.

## Indicaciones
El atenolol se usa en el tratamiento de enfermedades cardiovasculares como  hipertensión, enfermedad coronaria, arritmia, e infarto de miocardio después del evento agudo. Los pacientes con insuficiencia cardíaca congestiva compensada pueden tratarse con atenolol como comedicación (usualmente junto con un inhibidor de la ECA, un diurético y un glucósido, la digital. En pacientes con insuficiencia cardíaca congestiva reduce la necesidad de consumo de oxígeno por el músculo cardíaco. Es muy importante comenzar con dosis baja, a medida que atenolol reduce también la potencia muscular del corazón,  que puede ser un efecto indeseable en la insuficiencia cardíaca congestiva. 
El fármaco se usa también para tratar otras condiciones, como disautonomía, ansiedad, hipertiroidismo (por sobrefunción de la glándula tiroides). 
Debido a sus propiedades hidrofílicas, la droga es menos indicada en profilaxis de migrañas  comparado con propranolol, debido a esta indicación, atenolol podría alcanzar el cerebro en altas concentraciones, aunque no es la causa. 
Atenolol es una droga β1-selectivo (o 'cardioselectivo').  Significa que ejerce gran actividad de bloqueo en receptores β1-miocárdicos antes que en los β2 en el pulmón. 
Los receptores β2 son responsables de mantener el sistema bronquial abierto.  Si esos receptores fueran bloqueados, el broncoespasmo ocasionaría una seria falta de oxígeno en el cuerpo.  Sin embargo, debido a sus propiedades cardioselectivas, el riesgo de reacciones broncoespásticas al usar atenolol se reduce comparando con otras drogas no selectivas como propranolol. Podría ocurrir que esta  reacción se encontrara con atenolol, particularmente en altas dosis. Extremas precauciones deberán ejercerse si atenolol se da en pacientes con asma, en quienes sería particularmente riesgoso; por ello la  dosis se da al máximo de baja posible. Si un ataque asmático ocurre, la inhalación de anti-asmáticos β2-miméticos, como hexoprenalina o salbutamol, usualmente suprimirán los síntomas.
Los datos provisionales sugieren que la terapia antihipertensiva con atenolol da menor protección contra las complicaciones  cardiovasculares (e.g. infarto de miocardio y ataque al corazón) comparado con otras drogas antihipertensivas. En particular, los diuréticos son superiores. El propranolol y metoprolol podrían ser mejores alternativas. Sin embargo, faltan estudios controlados.
En contrario con la mayoría de los comúnmente usados beta bloqueadores, el atenolol es excretado casi exclusivamente por vía renal. Esto lo hace atractivo para uso en individuos con enfermedad hepática terminal.

## Farmacocinética
- tcmax = 2 a 4 h después de la dosis oral (tiempo necesario para alcanzar la máxima concentración en plasma sanguíneo)
- La vida media promedio de la eliminación es 6 h.  Sin embargo, la actividad con una dosis oral usual de 25 a 100 mg pasa las 24 h.
- Atenolol es  una droga hidrofílica. La concentración en tejido cerebral es de aproximadamente 15% de la concentración en plasma.  La droga atraviesa la barrera de la placenta libremente.  En leche materna se ha medido una concentración aproximada a 3 veces la concentración plasmática.
- Atenolol es casi totalmente eliminado por vía renal y puede extraerse por diálisis. Una función comprometida del hígado no significa picos de mayor actividad y/o una prolongación de la vida media con posible acumulación.  Sin embargo, en la insuficiencia renal preexistente o grave hace indispensable la reducción de la dosis para evitar una sobredosis...

## Contraindicaciones
- Bradicardia (pulsos menores a 50 latidos por minuto)
- Shock cardiogénico
- Asma (puede causar bronco-constricción)
- Hipotensión sintomática (presión sanguínea menor a 100/60 mm Hg con confusión, vértigo etc.)
- Angina de Prinzmetal
- Acidosis metabólica (condición severa con más acidez sanguínea de lo normal)
- Severos desórdenes en la circulación arterial periférica
- Bloqueo AV de 2.º y de 3.er grado (una forma particular de arritmia)
- Insuficiencia cardíaca congestiva descompensada aguda (los síntomas pueden ser de retención de fluidos con edema periférico y/o abdominal (ascitis), y/o edema pulmonar)
- Síndrome sinoidal (una particular forma de arritmia, muy raramente encontrada)
- Hipersensibilidad y/o alergia al Atenolol

## Precauciones especiales
- Pacientes con asma bronquial preexistente.
- Embarazo: solo si es claramente necesaria, ya que el atenolol puede retardar el crecimiento fetal y ser causa posible de otras anormalidades. Si se está embarazada o se planea estarlo, consultar con el médico.

## Efectos colaterales
Atenolol causa pocas alteraciones significativas del sistema nervioso central (depresiones, pesadillas) y pocas reacciones broncoespásticas, ambas debido a su particular perfil farmacocinético.
Fue el principal  beta-bloqueador identificado con mayor riesgo de provocar diabetes mellitus tipo 2, haciendo bajar de 1º a 4º agente en Reino Unido en junio de 2006, para el manejo de la hipertensión.
Además, los beta bloqueadores entorpecen la respuesta usual del sistema nervioso simpático a la hipoglicemia (es decir, sudoración, agitación, taquicardia). Estas drogas por lo tanto tienen una capacidad de enmascarar un nivel peligrosamente bajo de glucosa en sangre, lo que, a la larga empobrece su seguridad y utilidad en pacientes diabéticos.

## Interacciones medicamentosas
No debe administrarse junto con verapamilo. No se deberá comenzar el tratamiento con uno de estos fármacos sin haber suspendido el otro, por lo menos 7 días antes. Se deberá tener precaución en caso de asociación con antiarrítmicos de clase I, como la disopiramida. La reserpina potencia su acción en asociación con betabloqueantes. En tratamientos conjuntos se deberá controlar al paciente para prevenir la hipotensión o bradicardia excesiva. Puede indicarse con clonidina, pero teniendo presente la potenciación del efecto bradicárdico. El uso de anestésicos por inhalación (halotano) en forma simultánea con betabloqueantes puede aumentar el riesgo de depresión miocárdica. Al indicarse con atenolol los hipoglucemiantes orales o insulina puede potenciar su efecto hipoglucémico.

### Combinaciones
Si el Atenolol falla en el tratamiento de la hipertensión arterial, se la puede combinar con un diurético y/o un vasodilatador (hidralazina, o en casos severos minoxidil). Agonistas Alfa de acción central (e.g. clonidina), IECA o AT-antagonistas como el losartán también pueden ser administrados adicionalmente. Tener precaución con los calcio antagonistas del tipo verapamilo como terapia coadjunta debido al impacto adicional negativo sobre la contractibilidad (fuerza de contracción) del músculo cardiaco. El uso conjunto con calcio-antagonistas del tipo nifedipino es controvertido.

## Posología
En pacientes con función renal normal, la dosis diaria es 25 a 100 mg (en una o dos dosis) dependiendo de la indicación médica y de la  severidad de la hipertensión. En la mayoría de pacientes, el médico empezará con una baja dosis inicial e incrementará la misma en intervalos semanales a medida que ésta dosis sea tolerada.
En pacientes con falla cardiaca crónica (insuficiencia cardiaca) la dosis inicial deberá ser particularmente baja y los incrementos se harán muy lentamente.
En pacientes con un clearance de creatinina (un indicador de función renal) menor de (35 ml/min) /1,73 m² la dosis diaria deberá reducirse de 25 a 50 mg diariamente de acuerdo a la respuesta clínica del propio paciente. Si un paciente con falla renal terminal está programado en diálisis regulares, se le administrará usualmente 50 mg luego de cada sesión de diálisis. En estos pacientes, poco después se puede esperar hipotensión severa.

## Sobredosis
Los síntomas de sobredosis se deben a las excesivas acciones farmacodinámicas sobre los receptores beta-1 y también beta-2. Estos incluyen bradicardia, severa hipotensión con shock,  falla cardíaca aguda, hipoglicemia (= bajo contenido de azúcar en sangre) y reacciones broncoespásticas. El tratamiento es principalmente sintomático. Se indica la necesidad de hospitalización y monitorización en cuidado intensivo. En los momentos iniciales se puede inducir al vómito. El carbón activado es útil para absorber la droga. La Atropina contrarrestará la bradicardia, glucagón ayuda con la hipoglicemia, dobutamina puede ser utilizada para evitar la severa hipotensión (Shock) y la inhalación (nebulización) de drogas beta-2 miméticas como la hexoprenalina o salbutamol eliminarán la posibilidad del broncoespasmo.
Algunos otros síntomas de la sobredosis son:
- falta de energía
- dificultad para respirar
- resoplo (respiración con silbido inusual)
- frecuencia cardíaca lenta
- desmayos
- inflamación de las manos, pies, tobillos o piernas
- aumento de peso inusual
- temblores
- mareos
- frecuencia cardíaca más rápida que lo normal
- transpiración o confusión
- visión borrosa
- cefalea (dolor de cabeza)
- adormecimiento o cosquilleo de la boca
- debilidad
- cansancio excesivo
- palidez
- hambre súbita